# Прокопович, Пётр Иванович

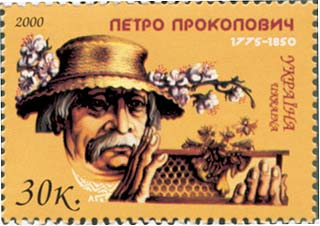
На почтовой марке Украины, 2000 год

Пётр Иванович Прокопович (29 июня [10 июля] 1775, Митченки, Конотопский уезд — 22 марта [3 апреля] 1850, Пальчики, Черниговская губерния) — украинский и русский пчеловод, создатель рамочного улья.

## Биография
Родился 29 июня (10 июля) 1775 года в селе Митченки Конотопского уезда, близ города Батурин, в Российской империи (ныне Бахмачский район, Черниговская область, Украина).
После окончания Киево-Могилянской академии, служил корнетом в Егерском конном полку, однако вскоре заболел и ушел в отставку в чине поручика.
Вернувшись домой в 1798 году, вдохновившись примером младшего брата, решил посвятить себя пчеловодству. Он сам изготавливал ульи, наблюдал за поведением пчёл, вёл дневник. Его пасека насчитывала свыше 10 тысяч пчелиных семей и была одной из самых больших в мире на тот момент.
Колодная система пчеловодства, при которой пчёл закуривали (умерщвляли), прежде чем забрать из ульев мёд, приводила к уничтожению самых лучших семей пчёл, дававших наибольшее количество меда. Вырубка леса и распахивание земли также вели к сокращению количества пчелиных семей.
В 1814 году (то есть до Лангстрота и Дзержона) П. И. Прокопович изобрел разборный рамочный улей, который назвал «Петербургом». Этот улей в отличие от использовавшихся на тот момент колод сохранял пчелосемьи и сушь при отборе мёда.
В отечественных источниках принято считать, что изобретение Прокоповичем разборного рамочного улья способствовало развитию рамочной системы пчеловодства в мире и привело к ряду новых изобретений (вощина, медогонка, корпусное содержание пчёл). Вместе с тем, на западе имя Прокоповича практически неизвестно, есть основания предполагать, что другие рамочные ульи (Джержона, Берлепша и Лангстрота) были изобретены позже, но независимо от Прокоповича. По другой версии (предисловие к книге П. И. Прокоповича «Избранные статьи по пчеловодству», Москва, 1960 г.) считается, что изобретение рамочного улья просто не могло получить распространения до изобретения искусственной вощины и медогонки.
1 ноября 1828 года П. И. Прокопович открыл, с разрешения Министерства внутренних дел (ведавшего тогда сельским хозяйством) по ходатайству Московского Общества сельского хозяйства, специальную школу, сначала в своих родных Митченках, а затем перевёл её в специально купленное им для этого имение в селе Пальчики (в 1830 году). Целью этой школы было научить простых людей теоретическим познаниям о пчелах и рациональному управлению ими (начиная с грамоты и арифметики). Программа этой школы была составлена самим Прокоповичем.
«Школа пчеловождения» Прокоповича была первой такого рода в Российской империи и приобрела большую популярность среди всех занимавшихся пчеловодством. Из описания этой школы, сделанного секретарём Вольно-экономического общества, видно, что в 1846 году в ней было до 48 учеников, — казённых и помещичьих крестьян. Пчельник, в котором занимались ученики, состоял из 500 ульев. Курс учения продолжался 2 года, кроме пчеловодства ученики, возраст которых колебался от 16 до 40 лет, обучались и грамоте. Искусство пчеловодства преподавалось по запискам самого Прокоповича, составленным в виде вопросов и ответов, а теоретические познания учеников проверялись в пчельнике — на практике.
Московское Общество сельского хозяйства, оценив заслуги Прокоповича, избрало его в 1829 году своим действительным членом, а за учреждение школ пчеловодства наградило его серебряной, а в 1832 году — и золотой медалью.
Став действительным членом Московского Общества сельского хозяйства, П. И. Прокопович ежегодно отправлял ему подробные отчёты о работе своей школы, а также часто высказывался на страницах официального журнала Общества по вопросам пчеловодства и о текущем его состоянии в России.
С учреждением Министерства государственных имуществ, по представлению министра графа П. Д. Кисёлева, за организацию и управление школой пчеловодства и за вклад в развитие передового пчеловодства в сельском хозяйстве П. И. Прокопович был награждён орденом Святого Владимира четвёртой степени.
Умер 22 марта (3 апреля) 1850 года в селе Пальчики Черниговской губернии (ныне Бахмачский район Черниговской области).